# Circonscription électorale de Majorque
Ne doit pas être confondu avec Circonscription autonomique de Majorque.
La circonscription électorale de Majorque est l'une des circonscriptions électorales insulaires espagnoles utilisées comme divisions électorales pour les élections générales espagnoles.
Elle correspond géographiquement à l'ile de Majorque.

## Historique
Elle est instaurée en 1977 par la loi pour la réforme politique puis confirmée avec la promulgation de la Constitution espagnole qui précise à l'article 69 alinéa 3 que chaque île constitue une circonscription électorale.

## Sénat

### Synthèse
|             |       | 1977 | 1979 | 1982 | 1986 | 1989 | 1993 | 1996 | 2000 | 2004 | 2008 | 2011 | 2015 | 2016 | 04/19 | 11/19 | 2023 |
| ----------- | ----- | ---- | ---- | ---- | ---- | ---- | ---- | ---- | ---- | ---- | ---- | ---- | ---- | ---- | ----- | ----- | ---- |
| UCD         |       | 2    | 2    |      |      |      |      |      |      |      |      |      |      |      |       |       |      |
| AP & alliés |       |      |      | 1    | 1    |      |      |      |      |      |      |      |      |      |       |       |      |
| PSOE        |       | 1    | 1    | 2    | 2    | 1    | 1    | 1    | 1    | 1    | 1    | 1    |      |      | 2     | 2     | 1    |
| PP          |       |      |      |      |      | 2    | 2    | 2    | 2    | 2    | 2    | 2    | 2    | 2    | 1     | 1     | 2    |
| Podemos     |       |      |      |      |      |      |      |      |      |      |      |      | 1    | 1    |       |       |      |
|             |       |      |      |      |      |      |      |      |      |      |      |      |      |      |       |       |      |
| Total       | Total | 3    | 3    | 3    | 3    | 3    | 3    | 3    | 3    | 3    | 3    | 3    | 3    | 3    | 3     | 3     | 3    |

### 1977
| Parti | Parti | Sénateurs                                              |
| ----- | ----- | ------------------------------------------------------ |
| UCD   |       | Jerónimo Alberti Picornell, Ramiro Pérez-Maura Herrera |
| PSOE  |       | Manuel Mora Esteva                                     |

### 1979
| Parti | Parti | Sénateurs                                         |
| ----- | ----- | ------------------------------------------------- |
| UCD   |       | Jerónimo Alberto Picornell, José Zaforteza Calvet |
| PSOE  |       | Gregorio Mir Mayol                                |

### 1982
| Parti  | Parti | Sénateurs                                             |
| ------ | ----- | ----------------------------------------------------- |
| PSOE   |       | Antonio Ramis Rebassa, Felipe Sánchez-Cuenca Martínez |
| AP-PDP |       | Joaquín Ribas de la Reyna                             |

### 1986
| Parti | Parti | Sénateurs                                     |
| ----- | ----- | --------------------------------------------- |
| PSOE  |       | Emilio Alonso Sarmiento, Antonio Garcías Coll |
| CP    |       | Antonio Buades Fiol                           |

### 1989
| Parti | Parti | Sénateurs                                              |
| ----- | ----- | ------------------------------------------------------ |
| PP    |       | Simón Pedro Barcelón Vadell, Joaquín Cotoner Goyeneche |
| PSOE  |       | Antonio Garcías Coll                                   |

### 1993
| Parti | Parti | Sénateurs                              |
| ----- | ----- | -------------------------------------- |
| PP    |       | José Cañellas Fons, Jaume Font Barceló |
| PSOE  |       | Antonio Garcías Coll                   |

### 1996
| Parti | Parti | Sénateurs                              |
| ----- | ----- | -------------------------------------- |
| PP    |       | José Cañellas Fons, Jaume Font Barceló |
| PSOE  |       | Antonio Garcías Coll                   |

- Jaume Font Barceló est remplacé en juillet 1999 par José Manuel Ruiz Rivero.
- Antonio Garcías Coll est remplacé en juillet 1999 par Ramón Antonio Socías Puig.

### 2000
| Parti | Parti | Sénateurs                                   |
| ----- | ----- | ------------------------------------------- |
| PP    |       | José Manuel Ruiz Rivero, Eduardo Gamero Mir |
| PSOE  |       | Ramón Antonio Socías Puig                   |

- Eduardo Gamero Mir est remplacé en juillet 2003 par Bartolomé Seguí Prat.

### 2004
| Parti | Parti | Sénateurs                                              |
| ----- | ----- | ------------------------------------------------------ |
| PP    |       | Juan Fageda Aubert, Carlos Ripoll y Martínez de Bedoya |
| PSOE  |       | Ricardo Melchior Navarro                               |

### 2008
| Parti | Parti | Sénateurs                                |
| ----- | ----- | ---------------------------------------- |
| PP    |       | Juan Fageda Aubert, Juana Xamena Terrasa |
| PSOE  |       | Francisco Javier Ramis Otazua            |

### 2011
| Parti | Parti | Sénateurs                                      |
| ----- | ----- | ---------------------------------------------- |
| PP    |       | Lorenzo Bosch Lliteras, Margarita Durán Vadell |
| PSOE  |       | José Antonio Manchado Lozano                   |

### 2015
| Parti   | Parti | Sénateurs                           |
| ------- | ----- | ----------------------------------- |
| PP      |       | Miquel Ramis, Catalina Soler Torres |
| Podemos |       | Margarita Quetglas                  |

### 2016
| Parti   | Parti | Sénateurs                           |
| ------- | ----- | ----------------------------------- |
| PP      |       | Miquel Ramis, Catalina Soler Torres |
| Podemos |       | Margarita Quetglas                  |

### Avril 2019
| Parti | Parti | Sénateurs                                 |
| ----- | ----- | ----------------------------------------- |
| PSOE  |       | Cosme Bonet Bonet, Susanna Moll Kammerich |
| PP    |       | Maria Salom                               |

### Novembre 2019
| Parti | Parti | Sénateurs                                 |
| ----- | ----- | ----------------------------------------- |
| PP    |       | Maria Salom                               |
| PSOE  |       | Cosme Bonet Bonet, Susanna Moll Kammerich |

### 2023
| Parti | Parti | Sénateurs                             |
| ----- | ----- | ------------------------------------- |
| PP    |       | Maria Salom, Martí Ángel Torres Valls |
| PSOE  |       | Pere Joan Pons Sampietro              |